# Баллада о Большом Але
«Баллада о Большом Але» (англ. The Ballad of Big Al, в Северной Америке известен под названием Allosaurus: A “Walking with Dinosaurs” Special) — научно-популярный двухсерийный телевизионный фильм компании BBC из серии «Прогулки с динозаврами», рассказывающий о жизни хищного динозавра — аллозавра (лат. Allosaurus jimmadseni), по прозвищу «Большой Ал» (англ. Big Al), остатки которого были найдены в 1991 году в штате Вайоминг. «Большой Ал» известен как наиболее сохранившийся скелет из всех обнаруженных аллозавров (более 95 % всех костей были найдены), а на его костях сохранились следы 19 прижизненных травм. В фильме показана жизнь Ала, его постоянная борьба за выживание в мире юрского периода, наполненном опасностями, которые сопровождали его от самого рождения до преждевременной смерти.
Премьера «Баллады о Большом Але» состоялась в Великобритании на канале BBC One в католическое Рождество — первый эпизод 25 декабря и второй эпизод 27 декабря 2000 года. Фильм является первым из трёх вышедших специальных выпусков «Прогулок с динозаврами» (англ. Walking with Dinosaurs Special), два других — «Прогулки с динозаврами: В стране гигантов» 2002 года и мини-сериал «Прогулки с морскими чудовищами» 2003 года.

## История создания

### Предыстория
В 1991 году вблизи карьера Хау (англ. Howe Quarry, известен также как Howe Dinosaur Quarry) около городка Шелл в Вайомингe в осадочных отложениях формации Моррисон, на дне русла доисторической реки, обнаружены ископаемые остатки аллозавра (лат. Allosaurus jimmadseni), жившего около 145 миллионов лет назад. Скелет был найден командой швейцарских палеонтологов во главе с Хансом-Якобом Зибером и раскопан совместно с Музеем Скалистых гор и Геологическим музеем Университета Вайоминга.
Найденный образец MOR 693, благодаря идеальным условиям для фоссилизации, выделяется среди прочих остатков аллозавров отличной сохранностью — были найдены более 95 % всех костей. Скелет получил прозвище «Большой Ал» (англ. Big Al), где «большой» подразумевает не размер, а полноту найденного остатков. Сам размер особи составляет 7,5 метров в длину, а рассчитанная масса — от 1307,7 до 1976,9 кг — это указывает, что речь идёт о ещё молодом животном, умершем до достижения полной зрелости и достигшем только около 87 % от возможного размера.
Сохранность «Большого Ала» сделала его наиболее хорошо изученным скелетом аллозавра и позволила значительно больше узнать об окружающей среде, в которой жили аллозавры, об их поведении и физиологии. Его кости имеют множественные признаки переломов и прочих повреждений, некоторые, как считается, были причиной смерти животного. Всего учёными было задокументировано 19 прижизненных травм и болезней (из них 11 переломов костей). Среди наиболее заметных патологий можно назвать сломанные рёбра, переломы позвоночника, перелом передней правой лапы и большой костный нарост на фаланге среднего пальца правой ноги, образовавшийся вследствие воспалительного процесса после инфицирования раны. За свою жизнь животное получило ряд травм, часть из которых ему удалось заживить (на что указывают костные мозоли на месте сросшихся рёбер), однако аллозавр не смог пережить инфекцию, которая привела к неработоспособности одной из его задних конечностей. Это лишало хищника способности охотиться и добывать еду, в результате став причиной голода. Инфекция на ноге длилась долгое время, возможно, до 6 месяцев.

### Производство
Фильм является попыткой проиллюстрировать жизнь хищного динозавра-теропода от вылупления из яйца до смерти. Многочисленные травмы, полученные «Большим Алом» при жизни, позволили воссоздать её возможный ход, наполненный событиями и приключениями, с момента рождения и до гибели.
Британские студии BBC Natural History Unit и Impossible Pictures занялись производством «Баллады о Большом Але» в 1999 году, вскоре после окончания работ над сериалом «Прогулки с динозаврами». Работа над фильмом продолжалась больше года. Для воссоздания вымерших животных, как и в оригинальном сериале, была использована трёхмерная компьютерная графика и аниматронные модели (в основном для ближних планов), созданные Crawley Creatures. На создание элементов CGI у студии визуальных эффектов Framestore ушло 4 месяца. Научным консультантом при создании фильма выступала доктор Александра Фримен. Натурные съёмки проходили в основном в штате Аризона, в Национальном заповеднике Тонто и на высохшем солёном озере Бонневилль в штате Юта. Часть планов была также отснята в Вайоминге.
Музыку к фильму, как и к оригинальному сериалу, написал Бенджамин Бартлетт и исполнил Концертный оркестр BBC. 26 ноября 2001 года три композиции из саундтрека к «Балладе о Большом Але» (треки «The Fossil», «Young Allosaurus» и «Battle of The Salt Plains») были изданы под лейблом BBC Music на CD-диске вместе с музыкой к сериалу «Прогулки с чудовищами».

## Список эпизодов
| № | Название                                                                         | Режиссёр      | Время и место действия                                                                    | Место съёмок        | Дата премьеры   | Зрители в Великобритании (млн) |
| --- | -------------------------------------------------------------------------------- | ------------- | ----------------------------------------------------------------------------------------- | ------------------- | --------------- | ------------------------------ |
| 1 | «Баллада о Большом Але» «The Ballad of Big Al»                                   | Н/Д           | 145 млн лет назад — верхний юрский период (титонский век) Северная Америка: Вайоминг, США | США (Аризона и Юта) | 25 декабря 2000 | Н/Д                            |
| Эпизод начинается в Геологическом музее Университета Вайоминга, где во время ночной грозы показаны его экспонаты — окаменелые скелеты апатозавра и самца аллозавра, получившего прозвище «Большой Ал» (англ. Big Al). Из темноты появляется призрак Большого Ала и, блуждая по музею, проходит мимо своего скелета, приближаясь к ископаемому гнезду с яйцами, после чего действие фильма перемещается в прошлое — за 145 млн лет до н. э., в конец юрского периода. Внутри гнезда самки аллозавра из яиц вылупляется молодняк, среди которого и сам маленький Ал. На писк птенцов приходит мать и аккуратно выкапывает их. Малыши делают свои первые неуклюжие шаги и учатся ходить. Мать выводит потомство на берег реки, где детёныши начинают охотиться на насекомых. Когда мать временно покидает выводок в поисках еды, другой взрослый аллозавр выходит из укрытия и атакует детёнышей, убивая одного из них. К счастью, жертвой стал не Ал. Затем Ала показывают в возрасте двух лет. Он в одиночку пытается охотиться в лесу, где встречает несколько отниелий, пасущихся около большого стегозавра, и самку орнитолестеса, защищающую свою кладку яиц. Выбор Ала падает на стаю травоядных дриозавров, однако из-за неопытности он ещё не научился устраивать засады, чтобы поймать маленьких проворных динозавров. Позже он схватывает ящерицу на ветке, чтобы немного утолить голод. Ал обнаруживает грязевое болото, представляющее собой «ловушку для хищников», в которой уже находится разлагающийся труп стегозавра и застрявший рядом с ним молодой аллозавр, ожидающий медленной смерти. В это же время более взрослая самка аллозавра, привлечённая запахом туши, также застревает в трясине. Она изо всех сил пытается освободиться, но безуспешно. Ал избегает той же участи, так как он привык держаться подальше от падали и крупных хищников, которых она привлекает. Пойманные в ловушку аллозавры, будучи не в силах выбраться из грязевой ямы, к вечеру умирают от истощения, позже их трупами лакомится стая маленьких летающих анурогнатов. Прошло три года. Стадо диплодоков мигрирует на юг через доисторическое высохшее солёное озеро. Ал, которому уже пять лет, присоединяется к группе других аллозавров, которые пытаются отбить слабых особей из стада зауроподов. После интенсивных атак охотникам удаётся отделить от стаи больного и старого диплодока, которого бросает стадо. Больной диплодок, которого аллозавры окружают на протяжении многих часов, умирает от перегрева и истощения, после чего хищники собираются на трапезу. Менее чем через час к ним присоединяется крупная взрослая самка аллозавра, пришедшая на запах. Ал вырывает большой кусок мяса из туши и уходит, пытаясь найти более безопасное место, чтобы поесть. Проходит ещё один год. Шестилетний Ал уже достиг почти восьмиметровой длины и вступил в период полового созревания. В конце влажного сезона он приходит к водоёму, чтобы напиться, однако вскоре ему приходится удалиться, так как своим присутствием он заставил нервничать двух стегозавров, у которых происходят брачные игры. Вдали от пруда Ал обнаруживает помёт самки аллозавра и впервые в жизни издаёт сигналы, призывающие к спариванию. Самка, более крупная, чем сам Ал, находится недалеко, однако не проявляет к нему интереса, когда же по неопытности Ал приближается слишком близко к ней, самка атакует его. Ал сумел удрать, однако у него травмирована правая передняя лапа, сломан коготь, несколько рёбер и вывихнута шея. Через пять месяцев сухой сезон в самом разгаре. Ал в поисках свежего мяса сумел поймать маленького птерозавра, кормившегося на высушенной туше динозавра, но несмотря на это утолить голод ему не удаётся и Ал пытается охотиться на стаю дриозавров, но всё заканчивается плачевно. Во время атаки главный герой случайно спотыкается о высохшее бревно и падает, ломая при этом средний палец на правой ноге. Спустя два месяца засуха продолжается. Голодный Ал, всё больше хромая, бродит в песках в поисках хоть какого-то пропитания. Он стал очень слаб, чтобы охотиться, ко всему прочему в рану на сломанном пальце попала инфекция, вызвав сильное воспаление. Проходит какое-то время, и два маленьких детёныша аллозавра, охотясь на насекомых в высохшем русле реки, натыкаются на нечто большее — мёртвое тело Большого Ала. Ал умер, будучи подростком, не достигнув размера, свойственного для его вида. Позже начавшиеся дожди похоронили его тело в иле на дне реки на 145 миллионов лет. Виды животных в эпизоде: - Аллозавр (Allosaurus fragilis) — крупный двуногий хищный динозавр подотряда тероподов; - Стегозавр (Stegosaurus stenops) — крупный травоядный динозавр с шипами на хвосте и костяными пластинами на спине; - Диплодок (Diplodocus carnegii) — большой растительноядный динозавр из группы зауропод с длинной шеей и хвостом; - Апатозавр (Apatosaurus ajax) — другой зауропод с менее длинной шеей; - Дриозавр (Dryosaurus altus) — небольшой двуногий травоядный птицетазовый динозавр с длинными ногами; - Орнитолестес (Ornitholestes hermanni) — небольшой двуногий хищник с длинными ногами. - Брахиозавр (Brachiosaurus altithorax) — высокий растительноядный динозавр из группы зауропод с длинной шеей; - Нанозавр (Nanosaurus agilis) — названа как Отниелия, другой небольшой двуногий травоядный птицетазовый динозавр; - Анурогнат (Anurognathus ammoni) — маленький летающий птерозавр; - Paramacellodus oweni — показана современная игуана, названа как «ящерица». |                                                                                  |               |                                                                                           |                     |                 |                                |
| 2 | «Фильм о фильме» «Big Al Uncovered»                                              | Кейт Бартлетт | Н/Д                                                                                       | Н/Д                 | 27 декабря 2000 | 6,72                           |
| Второй эпизод спецвыпуска рассказывает о процессе создания фильма и историю находки в 1991 году в Вайомингe скелета аллозавра, прозванного «Большой Ал». Также в серии рассказывается о новых научных открытиях и палеонтологических находках, например, таких, как остатки травоядного тесцелозавра — «Вилло» (англ. Willo) c окаменелыми внутренностями (включая сердце), которые помогли больше узнать о общей физиологии динозавров и стимулировали создание фильма о возможном ходе жизни Ала. |                                                                                  |               |                                                                                           |                     |                 |                                |
| Внешние изображения |                                                                                  |               |                                                                                           |                     |                 |                                |
| | Фото со съёмок — аниматронная модель головы Ала, созданная Crawley Creatures.    |               |                                                                                           |                     |                 |                                |
| | Аниматронная модель детёныша аллозавра, также использованная при создании фильма |               |                                                                                           |                     |                 |                                |

## Релиз

Североамериканская обложка фильма на DVD (R1) с изменённым названием

«Баллада о Большом Але» состоит из двух серий, премьера состоялась в Великобритании на канале BBC One в католическое Рождество — первый эпизод 25 декабря и второй эпизод 27 декабря 2000 года. В России фильм впервые был показан 6 января 2002 года на телеканале ОРТ (ныне Первый канал). На украинском телевидении фильм транслировался на каналах 1+1 и К1. Оба эпизода были изданы BBC Worldwide на домашних носителях (таких как VHS и DVD), дистрибьютором в России выступила компания «Союз-Видео».
В Северной Америке название фильма было сменено на Allosaurus: A “Walking with Dinosaurs” Special (рус. Аллозавр: Спецвыпуск «Прогулок с динозаврами»); обе серии, в отличие от оригинальной британской версии, были объединены в один цельный фильм, премьера которого состоялась 8 апреля 2001 года. В США и Канаде фильм транслировался на канале Discovery Channel, рассказчиком вместо Кеннета Браны стал американский актёр Эвери Брукс. Дистрибьютором домашнего видео на VHS и DVD в регионе выступила компания Warner Home Video.

## Критика и отзывы
Документальный фильм «Баллада о Большом Але» получил положительные отзывы у рядовых зрителей. Средняя оценка пользователей на сайте IMDb составляет 8,1 баллов из 10 (на основе 1042 голосов), а на российском сайте «КиноПоиск» пользовательский рейтинг — 8,1/10 (на основе 620 голосов). На сайте-агрегаторе Rotten Tomatoes средняя оценка пользователей 3,9 из 5 (на основе 126 голосов), при этом 78 % пользователей агрегатора дали фильму 3,5 звезды (из 5) и выше.
После релиза на домашних носителях критики в своих обзорах крайне положительно отозвались о технической составляющей фильма. Они положительно оценили качество изображения (за исключением некоторых архивных материалов) и звукового сопровождения ленты, однако некоторые рецензенты отметили в качестве недостатка наличие только стереодорожки и отсутствие аудио в Dolby Digital 5.1.
Дин Макинтош, рецензент австралийского сайта MichaelDVD.com.au, в своём обзоре хвалит фильм, сравнивая его с мультфильмом 2000 года «Динозавр» от студии Walt Disney Pictures. По словам Макинтоша, фильм, «излагая только холодные сухие факты и используя лучшую анимационную технику, рассказывает отличную историю», что делает «абсолютно ненужными» на его фоне такие продукты как «Динозавр» от Диснея. Том Кнапп с сайта Rambles.NET похвалил то, как реалистично в фильме воссозданы «живые и достоверные» динозавры, что захватывает внимание детей, даже не понимающих, что они смотрят образовательное кино. Обозреватель Вольфганг Гонш из немецкого сайта How2Find.de, поставил фильму оценку 4 из 5, назвав его «первоклассным доисторическим триллером». Крис Кокс в своём обзоре на сайте MyReviewer.com дал «Балладе о Большом Але» оценку 7 из 10.

## Награды и номинации
В 2001 году на прайм-таймовой церемонии «Эмми» фильм «Баллада о Большом Але» и его создатели были номинированы в трёх категориях и победил в двух из них — «Лучшая анимационная программа длительностью более часа» и «Выдающееся достижение в монтаже звука в документальной программе». В том же году фильм получил награду International Monitor Awards за лучшую трёхмерную анимацию.
| 2001 | 53-я церемония вручения Прайм-тайм премии «Эмми» | Лучшая анимационная программа длительностью более часа                         | Allosaurus: A Walking with Dinosaurs Special - Мик Кацоровски (исполнительный продюсер) - Шэрон Рид (анимационный исполнительный продюсер) - Уильям Сарджент (анимационный исполнительный продюсер) - Тим Хэйнс (анимационный продюсер) - Кейт Бартлетт (сценарист) - Майкл Олмерт (сценарист) - Майк Милн (анимационный директор) | Победа    | [ 35 ] |
| 2001 | 53-я церемония вручения Прайм-тайм премии «Эмми» | Выдающееся достижение в монтаже звука в документальной программе               | Allosaurus: A Walking with Dinosaurs Special - Эндрю Шеррифф (звукорежиссер) - Саймон Готел (звукорежиссер) - Ашли Бейтс (звукорежиссер) | Победа    | [ 35 ] |
| 2001 | 53-я церемония вручения Прайм-тайм премии «Эмми» | Лучшие спецэффекты в мини-сериале, фильме или специальном выпуске телепередачи | Allosaurus: A Walking with Dinosaurs Special - Тимоти Гринвуд (руководитель визуальных эффектов) - Дэвид Бут (руководитель визуальных эффектов) - Джордж Ропер (ведущий руководитель визуальных эффектов) - Вирджил Маннинг (руководитель по CGI) - Софи Лодж (ведущий CGI художник/аниматор) - Ричард Декстер (ведущий CGI художник/аниматор) - Дарен Хорли (ведущий CGI художник/аниматор) - Карен Холлиуэлл (ведущий CGI художник/аниматор) - Тео Фэйси (ведущий CGI художник/аниматор) | Номинация | [ 35 ] |
| 2001 | Online Film & Television Association Awards      | Выдающийся информационный сериал или специальный выпуск телепередачи           | The Ballad of Big Al | Номинация | [ 35 ] |
| 2001 | Online Film & Television Association Awards      | Лучшие визуальные эффекты в сериале                                            | The Ballad of Big Al | Номинация | [ 35 ] |
| 2001 | International Monitor Awards                     | Лучшая трёхмерная анимация                                                     | The Ballad of Big Al | Победа    | [ 22 ] |

## Прочая продукция

### Детская книга
Allosaurus!: The Life and Death of Big Al (рус. Аллозавр!: Жизнь и смерть Большого Ала) — детская книга за авторством Стивена Коула из серии Discovery Kids, являющаяся книжной адаптацией фильма «Баллада о Большом Але» — была выпущена 4 июня 2001 года издательством Dutton Juvenile в Великобритании и США. Книга издана в мягком переплёте на 48 страницах. В сюжет книги по сравнению со сценарием лёгшего в её основу фильма были внесены изменения:
- В книге на маленьких аллозавров, среди которых был и Ал, напала, убив одного из них, пара орнитолестов, в фильме же детёныша убивает более взрослый самец аллозавра;
- В фильме стегозавр, застрявший в «грязевой ловушке», показан уже мёртвым, в то время как в книге он жив и изо всех сил пытается отбиться от двух аллозавров, но вскоре умирает;
- В фильме на втором и шестом году жизни Ал охотится на стаю дриозавров — среднего размера (до 3 м длиной и 90 кг массой) травоядных птицетазовых динозавров. В книге он охотится на более мелких отниелий;
- В оригинале Ал случайно спотыкается о высохшее бревно и падает, ломая при этом средний палец на правой ноге, в книге он спотыкается о кучу земли.

### Компьютерная игра
Big Al Game, полное название Big Al: The Great Adventure (рус. Большой Ал: Великое приключение) — ролевая браузерная Flash-игра с участием Большого Ала, запущенная после выхода фильма на сайте BBC, совместно с доктором Александрой Фримен. Казуальная игра представляла собой симулятор питомца, где игроку нужно было вырастить своего виртуального «Большого Ала» от детёныша до взрослого самца аллозавра и спариться с максимально возможным количеством самок, при этом не умерев от голода и не став жертвой других, более крупных, хищников. Имелось четыре этапа взросления: детеныш, малолетний, подросток и взрослый — после достижения каждого уровня игроку задавался один вопрос, ответ на который влиял на дальнейшую жизнь виртуального Ала.
Позднее, в 2011 году, Big Al Game стала частью другой браузерной игры BBC по телесериалу «Планета динозавров» — Planet Dinosaur Game. По состоянию на 2018 год поддержка игры прекращена.